# 李叔元
李叔元（1556年—1629年），字端和，别號鹿巢，福建泉州府晉江縣人，明朝政治人物。

## 生平
萬曆十九年（1591年）辛卯科福建鄉試舉人，萬曆二十年（1592年）聯捷壬辰科二甲四十五名進士。户部觀政，二十二年授刑部主事，二十四年江北审决，二十六年升员外郎，升郎中，二十七年转礼部郎中，二十八年丁憂。三十二年出任山东提学副使，三十五年丁憂。四十四年補浙江副使，四十六年迁浙江温处道粮漕参政，四十八年擢江西按察司。天啓元年（1621年）升廣東右布政使，二年升湖廣左布政使，四年致仕。
崇祯元年（1628年），起廣東左布政使，本年升光禄寺卿，不久加太僕寺卿銜致仕归乡。卒年七十四，赠刑部侍郎。

## 著作
著有《四书说》、《春秋传稿》。

## 家族
曾祖李颖，乡宾。祖父李逢阳，生员。父李芳，生员。子李正培、李正高。